# Bones Hyland
Pour les articles homonymes, voir Hyland.
Nah'Shon Lee "Bones" Hyland, né le 14 septembre 2000 à Wilmington dans le Delaware, est un joueur américain de basket-ball évoluant aux postes de meneur et arrière.

## Biographie

### Carrière universitaire
Entre 2019 et 2021, il joue pour les Rams de la Virginia Commonwealth University, basés à Richmond en Virginie.
Le 17 avril 2021, il annonce qu'il se présente à la draft NBA 2021.

### Carrière professionnelle

#### Nuggets de Denver (2021-2023)
Vingt-sixième de la draft 2021 de la NBA, Hyland bénéficie rapidement dès sa première saison 2021-2022 d'un temps de jeu de près de 20 minutes par match, notamment pour pallier la blessure de l'arrière titulaire Jamal Murray de sa franchise des Nuggets de Denver. Ses premières bonnes prestations lui permettent d'être retenu pour le Rising Stars /Rookie Challenge 2022 de février 2022.

#### Clippers de Los Angeles (2023-février 2025)
Le jour de la fermeture du marché des transferts, Bones est transféré aux Clippers de Los Angeles contre deux seconds tours de draft.
En février 2025, avec Terance Mann, il est transféré aux Hawks d'Atlanta contre Bogdan Bogdanović. Il est coupé dans la foulée.

#### Timberwolves du Minnesota (depuis février 2025)
En février 2025, il s'engage avec les Timberwolves du Minnesota par l'intermédiaire d'un contrat two-way.

## Palmarès et distinctions personnelles

### Université
- Atlantic 10 Player of the Year en 2021.
- First-team All-Atlantic 10 en 2021.
- Atlantic 10 All-Rookie Team en 2020.

### NBA
- NBA All-Rookie Second Team en 2022.

## Statistiques

### Universitaires
Les statistiques de Nah'Shon Hyland en matchs universitaires sont les suivantes :
| Saison    | Équipe   | Matchs | Titul. | Min./m | % Tir | % 3pts | % LF | Rbds/m. | Pass/m. | Int/m. | Ctr/m. | Pts/m. |
| --------- | -------- | ------ | ------ | ------ | ----- | ------ | ---- | ------- | ------- | ------ | ------ | ------ |
| 2019-2020 | VCU      | 31     | 9      | 20,6   | 43,3  | 43,4   | 66,7 | 2,19    | 1,84    | 0,84   | 0,32   | 9,00   |
| 2020-2021 | VCU      | 24     | 24     | 31,9   | 44,7  | 37,1   | 86,2 | 4,71    | 2,08    | 1,88   | 0,17   | 19,46  |
| Carrière  | Carrière | 55     | 33     | 25,5   | 44,1  | 39,9   | 82,7 | 3,29    | 1,95    | 1,29   | 0,25   | 13,56  |

### Professionnelles

#### Saison régulière
| Saison    | Équipe   | Matchs | Titul. | Min./m | % Tir | % 3pts | % LF | Rbds/m. | Pass/m. | Int/m. | Ctr/m. | Pts/m. |
| --------- | -------- | ------ | ------ | ------ | ----- | ------ | ---- | ------- | ------- | ------ | ------ | ------ |
| 2021-2022 | Denver   | 69     | 4      | 19,0   | 40,3  | 36,6   | 85,6 | 2,70    | 2,80    | 0,60   | 0,30   | 10,10  |
| Carrière  | Carrière | 69     | 4      | 19,0   | 40,3  | 36,6   | 85,6 | 2,70    | 2,80    | 0,60   | 0,30   | 10,10  |

#### Playoffs
| Saison   | Équipe   | Matchs | Titul. | Min./m | % Tir | % 3pts | % LF | Rbds/m. | Pass/m. | Int/m. | Ctr/m. | Pts/m. |
| -------- | -------- | ------ | ------ | ------ | ----- | ------ | ---- | ------- | ------- | ------ | ------ | ------ |
| 2022     | Denver   | 5      | 0      | 17,4   | 36,1  | 34,8   | 85,7 | 2,00    | 3,20    | 0,20   | 0,00   | 9,20   |
| Carrière | Carrière | 5      | 0      | 17,4   | 36,1  | 34,8   | 85,7 | 2,00    | 3,20    | 0,20   | 0,00   | 9,20   |

## Records sur une rencontre en NBA
Les records personnels de Nah'Shon Hyland en NBA sont les suivants, :
| Type de statistique        | Saison régulière | Saison régulière         | Saison régulière |
| Type de statistique        | Record           | Adversaire               | Date             |
| -------------------------- | ---------------- | ------------------------ | ---------------- |
| Points                     | 37               | Suns de Phoenix          | 9 avril 2024     |
| Paniers marqués            | 15               | Suns de Phoenix          | 9 avril 2024     |
| Paniers tentés             | 29               | Suns de Phoenix          | 9 avril 2024     |
| Paniers à 3 points réussis | 7                | Jazz de l'Utah           | 28 octobre 2022  |
| Paniers à 3 points tentés  | 12               | 3 fois                   | 3 fois           |
| Lancers francs réussis     | 6                | 5 fois                   | 5 fois           |
| Lancers francs tentés      | 9                | Suns de Phoenix          | 24 mars 2022     |
| Rebonds offensifs          | 3                | Warriors de Golden State | 14 février 2023  |
| Rebonds défensifs          | 9                | Lakers de Los Angeles    | 15 janvier 2022  |
| Rebonds totaux             | 10               | Lakers de Los Angeles    | 15 janvier 2022  |
| Passes décisives           | 11               | 2 fois                   | 2 fois           |
| Interceptions              | 3                | 3 fois                   | 3 fois           |
| Contres                    | 3                | Lakers de Los Angeles    | 10 avril 2022    |
| Balles perdues             | 6                | Heat de Miami            | 30 décembre 2022 |
| Minutes jouées             | 37               | Jazz de l'Utah           | 16 janvier 2022  |

- Double-double : 3
- Triple-double : 0

Dernière mise à jour : 14 mars 2024